# Litoranea di Messina
La strada litoranea di Messina, detta anche Via Consolare Pompea, è una strada a lunga percorrenza del capoluogo peloritano che ha inizio nella rotonda del quartiere Annunziata e termina nel punto cui inizia il borgo marinaro e lacustre di Ganzirri. Tale via percorre quattro casali costieri: Paradiso, Contemplazione, Pace e Sant'Agata.

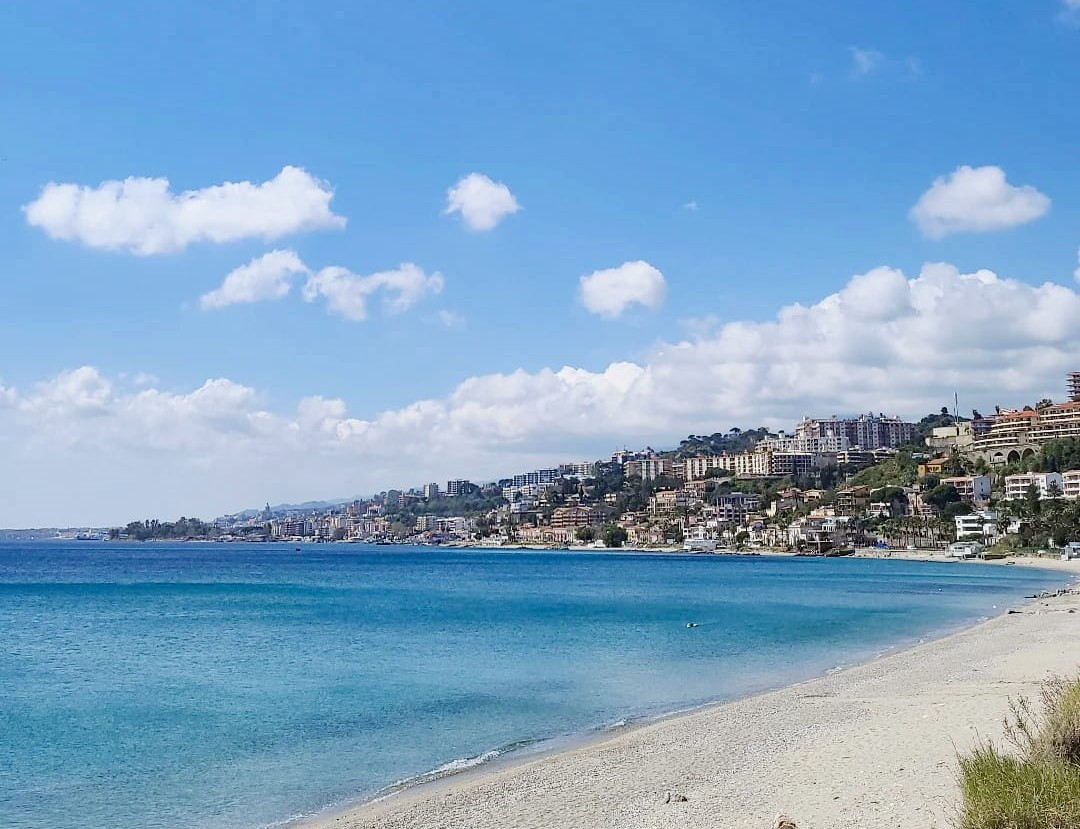
Tratto iniziale della Litoranea di Messina con in vista anche la zona Panoramica

## Storia
Al tempo della guerra civile romana fra i Populares di Gaio Mario e gli Optimates di Silla la Sicilia finì nelle mani dei Populares, che negarono l’afflusso di frumento all’Italia controllata da Silla, il quale inviò Pompeo a recuperare l’isola; egli sbarcò a Messina, da dove si mosse per occupare tutta la Sicilia. Il Generale Pompeo fu molto gentile con il popolo siciliano e proprio a quel periodo deve risalire il rifacimento della strada tra il Capo Peloro di Messina e Siracusa, chiamata appunto Via Consolare Pompea, così come ad oggi si chiama il tratto corrispondente tra il borgo Ganzirri e il quartiere Annunziata di Messina.

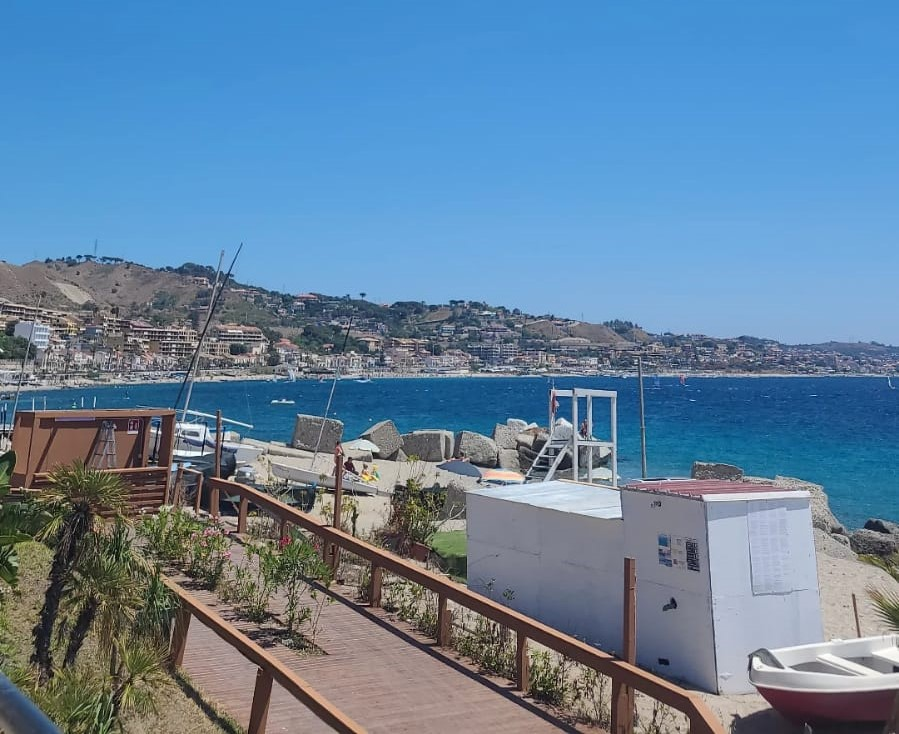
Litoranea di Messina, lato settentrionale

Nei successivi secoli la zona fu occupata principalmente da piccoli e sereni villaggi di pescatori lungo la costa, protetti dalle incursioni piratesche grazie alla loro vicinanza al centro fortificato di Messina, che fu militarizzata e dotata di flotte per buona parte della sua storia medievale e rinascimentale.
Dal diciassettesimo secolo, la vista sullo stretto attirò molte importanti famiglie nobili e dell'alta borghesia mercantile che ne fecero la loro residenza, soprattutto in un periodo in cui la città di Messina rappresentava un centro di investimento commerciale importantissimo nel Mediterraneo. Si parla ad esempio di una non più esistente villa fatta costruire dai nobili Marquett, situata verosimilmente nella zona dove oggi sorge Villa Paradiso. Tra le altre anche Villa Pace, oggi proprietà dell’Università di Messina ma in passato dimora di importanti personaggi legati alla storia socio-politica della città e non solo, come il Kaiser Guglielmo II, imperatore di Germania. È composta da un insieme di palazzine in stile eclettico, fatte costruire all’interno di un parco dall'imprenditore Robert Sanderson nel 1877 come dimora personale. La villa fu poi acquistata dalla famiglia Bosurgi. Purtroppo la litoranea non fu risparmiata dalle distruzioni causate dal terremoto del 1783 e dal terremoto del 1908, e neppure dallo sciacallaggio edilizio dei privati avvenuto nel secondo dopoguerra, quando Villa Costarelli, edificata nell’Ottocento su progetto dell’architetto Leone Savoia, venne impunemente demolita come se fosse stato un semplice casale, per far posto ad un comunissimo complesso residenziale. 

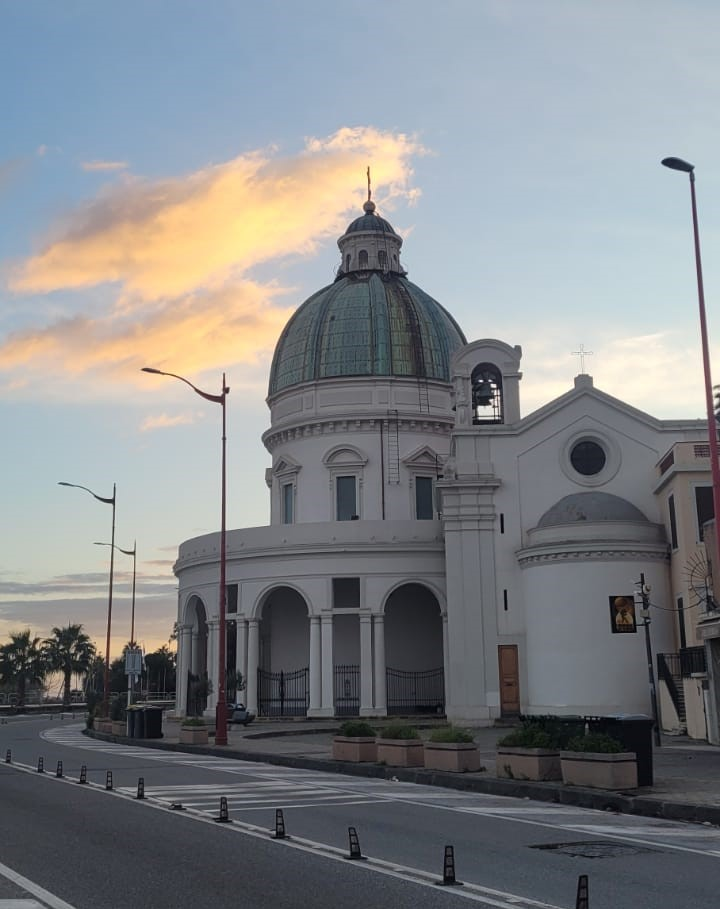
Chiesa di Grotte

Il filosofo e poeta Friedrich Nietzsche nel breve periodo che visse a Messina, pare facesse lunghe passeggiate sul litorale, trovando l'ispirazione per la sua opera: Idilli di Messina. 
Anche il biologo Ilya Mechnikov, premio Nobel per la medicina nel 1908, apprezzò il paesaggio di tale territorio in una delle sue lettere. Egli poi divenne conosciuto in tutto il mondo per aver scoperto la fagocitosi proprio a Messina.

## Epoca attuale
Attualmente la litoranea è una delle principali zone balneari della città, nonché centro della movida estiva, grazie ai numerosi locali notturni affacciati sulla spiaggia. La zona particolarmente affollata d'estate torna a essere meno frequentata durante la stagione invernale, eccezion fatta per i suoi abitanti e per gli sportivi che ne percorrono la pista ciclabile. 

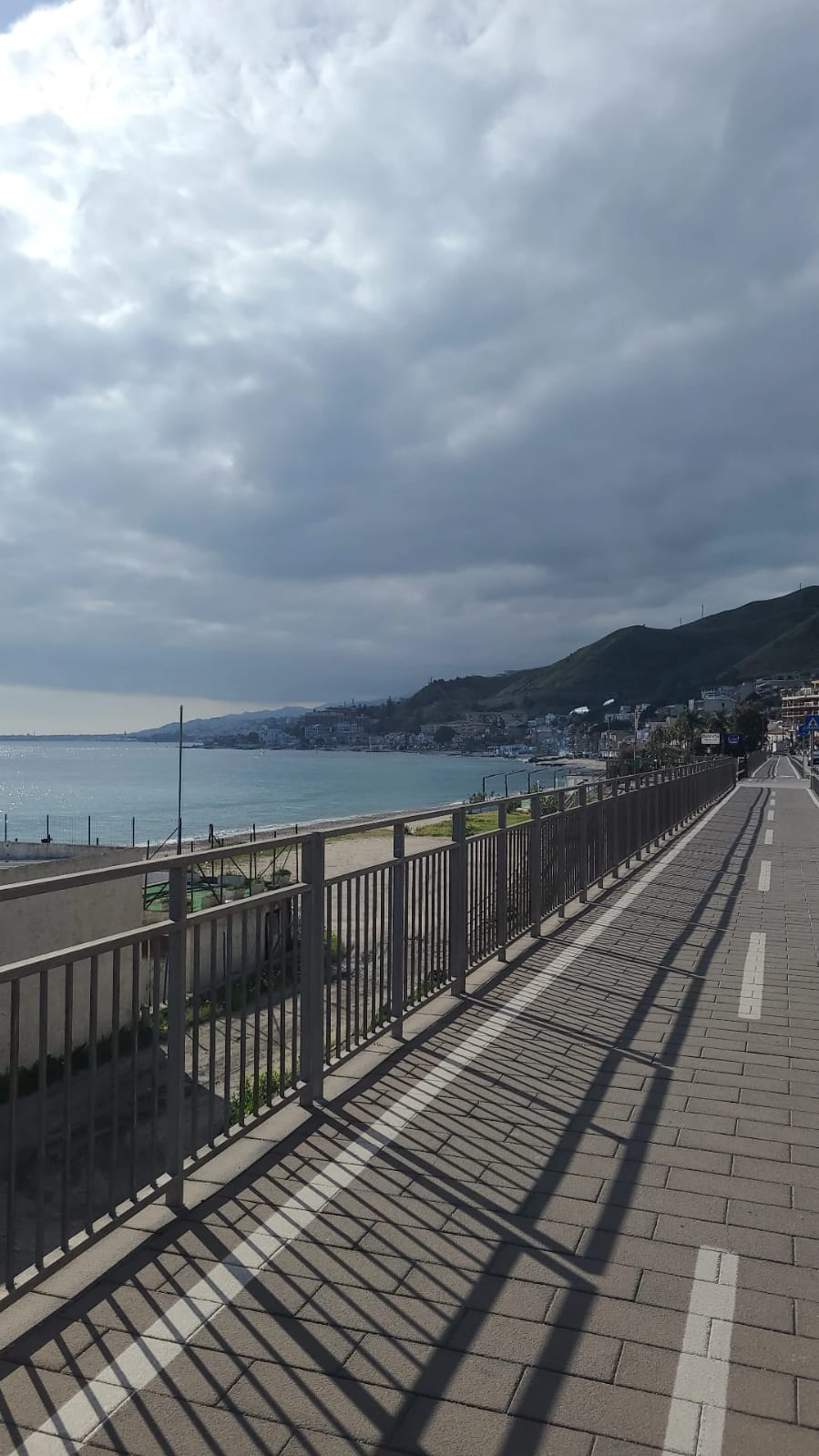
Tratto nuovo di pista ciclabile situato nella zona settentrionale della litoranea di Messina

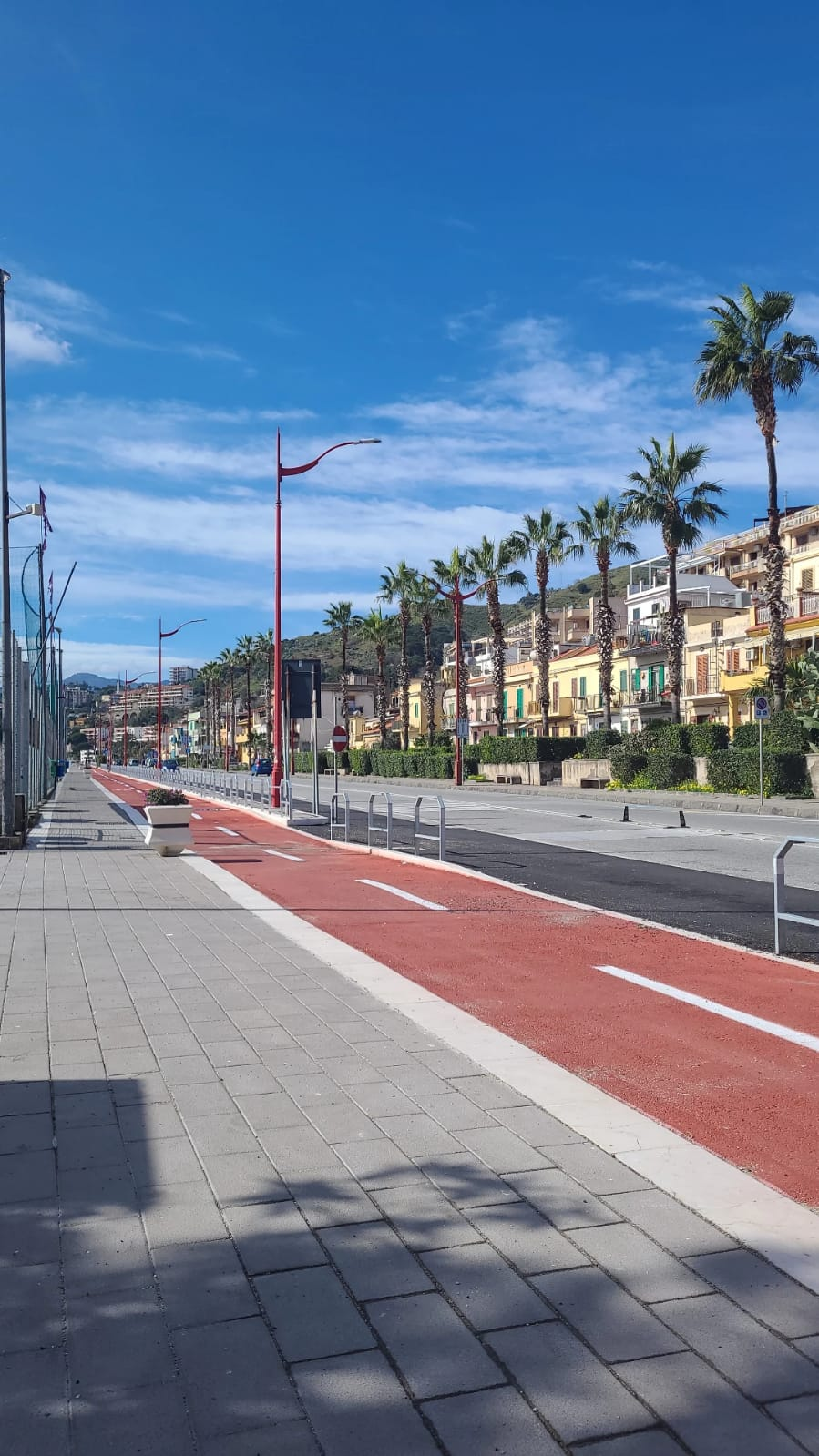
Pista ciclabile nella litoranea di Messina, zona Trocadero